# Novitec
Novitec – niemieckie przedsiębiorstwo branży motoryzacyjnej, zajmujące się tuningiem optycznym i mechanicznym samochodów Alfa Romeo, Fiat, Ferrari (filia Novitec Rosso), Lamborghini (Novitec Torado), Maserati (Novitec Tridente) oraz Rolls-Royce (Spofec). 
Przedsiębiorstwo zostało założone w 1989 roku, a jego siedziba znajduje się w Stetten, w Bawarii.